# Mesomyia nigrita
Mesomyia nigrita är en tvåvingeart som beskrevs av Chainey och H. Oldroyd 1980. Mesomyia nigrita ingår i släktet Mesomyia och familjen bromsar.
Artens utbredningsområde är Madagaskar. Inga underarter finns listade i Catalogue of Life.